# Сакалаускас-Ванагелис, Ксаверас
Ксаверас Сакалаускас-Ванагелис (при рождении — Ксаверас Сакалаускас) (лит. Ksaveras Sakalauskas-Vanagėlis; 27 апреля 1863, дер. Калеснинкай Августовская губерния, Царство Польское Российская империя (ныне Алитусский район Литвы) — 15 октября 1938, Варшава, Польша) — литовский поэт, писатель
, педагог.

## Биография
После окончания в 1883 году учительской семинарии, работал педагогом в школах Литвы и Польши, с 1908 года — в Варшаве.
Выступал против запрета на литовскую латиницу. Участвовал в литовских культурных мероприятиях, сотрудничал с первой литовской общественно-литературной газетой «Аушра».
В 1888 году царское правительство выслало К. Сакалаускаса из Литвы в Царство Польское, где он прожил двадцать лет.
В 1905 году основал Литовское культурное общество в Ломже. Тогда же участвовал в Великом Вильнюсском сейме. В 1923—1934 годах возглавлял Литовское культурное общество в Варшаве.
Умер в Варшаве. Похоронен на Кладбище Расу в Вильнюсе

## Творчество
Дебютировал, как поэт в 1883 году со стихотворением «Из далекой сторонушки», которое вскоре стало широко известной песней.
Создал ряд стихотворений, в которых горячо откликался на страдания литовского народа, воспевал характер жителей своей родины, деревенскую жизнь, любовь. Ряд его стихов превратился в народные песни.
Автор сборников стихов и прозы («Свадьбы», 1906 ; «Дядя лжецов», «Чайный домик», «Джентльмены вальса», «Свадьбы», «Городские святыни» (1907), «Народ Божий», «Король змей и другие короткие рассказы» (1908), книги для детей начальных школ («Дар» (1909), «Детский источник» (1926), «Аушрелэ» (1927)).
Важной частью прозы писателя являются дидактические и познавательные произведения для детей.